# Karol Berger
Karol Berger (ur. 26 października 1947 w Bytomiu) – amerykański muzykolog. 
Studiował muzykologię w Instytucie Muzykologii Uniwersytetu Warszawskiego. W 1968 przerwał studia i wyemigrował do Stanów Zjednoczonych. W 1975 otrzymał stopień doktora na Yale University w New Haven. W latach 1975–1982 wykładał muzykologię na Boston University. Od 1982 profesor Wydziału Muzykologii na Uniwersytecie Stanforda w Stanach Zjednoczonych. W 2014 został członkiem American Academy of Arts and Sciences. Członek zagraniczny Polskiej Akademii Nauk (Wydział Nauk Humanistycznych i Społecznych). 

## Publikacje
- Musica Ficta: Theories of Accidental Inflections in Vocal Polyphony from Marchetto da Padova to Gioseffo Zarlino (1987)
- Bach’s Cycle, Mozart’s Arrow (2007)
- Potęga smaku. Teoria sztuki (2008)

## Nagrody
- 1988 – Nagroda im. Ottona Kinkeldeya za książkę Musica Ficta
- 1995 – Nagroda Fundacji im. Alfreda Jurzykowskiego
- 2011 – nagroda Glareana Szwajcarskiego Stowarzyszenia Muzykologicznego
- 2014 – Humboldt-Forschungspreis, przyznana przez Fundację im. Alexandra von Humboldta
- 2018 - nagroda Otto Kinkeldeya Amerykańskiego Towarzystwa Muzykologicznego[2]